# أمام زادة بابا لنغ (مازو)
أمام زادة بابا لنغ (بالفارسية: امامزاده بابالنگ) هي قرية تقع في قسم مازو الريفي، بمقاطعة أنديمشك التابعة لمحافظة خوزستان، إيران.